# Magnus Wieslander (läkare)
Magnus Wieslander, född 22 januari 1779 i Odensjö församling i Kronobergs län, död 17 juni 1850 på Rosenhult i Förslövs församling i Kristianstads län, var en svensk läkare.
Wieslander, som tillhörde släkten Wieslander från Småland, var son till prosten Magnus Wieslander och Ulrika Montelia och växte upp i Odensjö prästgård. Han blev student vid Lunds universitet 1799 och filosofie kandidat där 1801. Han tjänstgjorde på Serafimerlasarettet och blev Pehr Unges medhjälpare vid Ramlösa hälsobrunn 1802. 1803 blev han medicine licentiat. Wieslander besökte Fredrics Hospital i Köpenhamn 1804. Särskilt inriktad på vaccination praktiserade han 1805 i Skåne. Samma år studerade han medicin i Edinburgh och blev medlem av Medicinska societeten där 1806. Han besökte samma år sjukhusen i London. 
Magnus Wieslander promoverades i sin frånvaro till medicine doktor i Lund och  blev kirurgie magister 1807. Sedan var han praktiserande läkare i Kristianstads län, fick professors titel 1815 och utsågs till överfältläkare. Han var provinsialläkare i Ängelholms distrikt 1816–1836 och blev ledamot av Svenska Läkaresällskapet 1821. Wieslander företog 1816 en resa genom Preussen, Sachsen, Österrike, Bayern, Frankrike, Holland, Hannover och Danmark då sjukhusinrättningar studerades. Han utgav åtskilliga skrifter, införda i Svenska Läkaresällskapets handlingar, bland annat om en händelse av hydrothorax, botad med geneverpunsch.
Han bildade och ägde Rosenhults och Ljungbyholms egendomar i Förslövs socken i Skåne.
Magnus Wieslander gifte sig 1808 med Johanna Kristina Wennerberg (1790–1873), dotter till kyrkoherden i Förslöv och Grevie, kontraktsprosten Hans Peter Wennerberg och Anna Maria Malm. Makarna fick nio barn.